# Gustav zu Ysenburg und Büdingen-Meerholz
Gustav Clemens Friedrich Karl Ludwig Graf zu Ysenburg und Büdingen-Meerholz (* 18. Februar 1863 in Meerholz; † 28. April 1929 ebenda) war Abgeordneter des Provinziallandtages der preußischen Provinz Hesse-Nassau und des preußischen Herrenhauses sowie als Standesherr Mitglied der Ersten Kammer der Landstände des Großherzogtums Hessen.

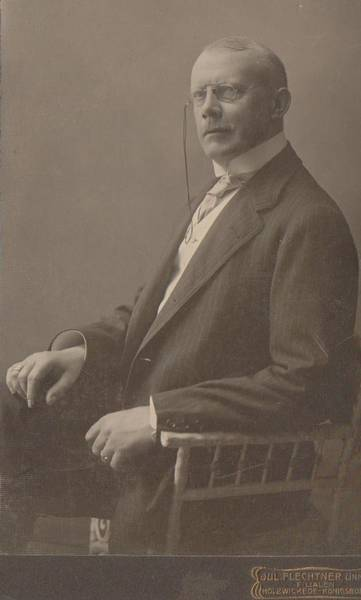
Gustav Clemens Friedrich Carl Ludwig (1863–1929), der letzte Graf der ysenburgischen Speziallinie Ysenburg-Büdingen-Meerholz

## Leben

### Herkunft und Familie
Gustav zu Ysenburg und Büdingen in Meerholz wurde als Sohn des Grafen Carl zu Ysenburg und Büdingen in Meerholz (1819–1900) und dessen erster Ehefrau Johanna (1822–1863, Tochter des Grafen Friedrich zu Castell-Castell) geboren. Sein Bruder Friedrich (1847–1889) war Standesherr und Mitglied der Ersten Kammer der Landstände des Großherzogtums Hessen. Am 17. April 1896 heiratete Gustav in Gauernitz an der Elbe die Prinzessin Thekla Schönburg-Waldenburg (1867–1939), Tochter des Karl Ernst Prinz zu Schönburg-Waldenburg und der Helene Gräfin zu Stolberg-Wernigerode (1840–1908). Da Gustav kinderlos verstarb, erlosch die Linie Büdingen-Meerholz.

### Wirken
Nach dem Besuch des Gymnasiums in Büdingen erhielt Gustav Privatunterricht am Institut Château de Lancy bei Genf. Er besuchte das Konservatorium in Stuttgart und studierte einige Semester Forstwirtschaft. In den Jahren 1893 bis 1918 war er als Standesherr Mitglied der Ersten Kammer des Landtags des Großherzogtums Hessen. Bis 1900 gehörte er als Vertreter seines Vaters dem Parlament an. Von 1914 bis 1918 wurde er durch Prinz Leopold von Ysenburg-Birstein vertreten.
Von 1899 bis 1910 hatte er einen Sitz im Kurhessischen Kommunallandtag des preußischen Regierungsbezirks Kassel, aus dessen Mitte er zum Abgeordneten des Provinziallandtages der Provinz Hessen-Nassau bestimmt wurde.
Gustav war erbliches Mitglied des preußischen Herrenhauses.